# Bentley Motors Limited
Bentley Motors Limited és un fabricant britànic d'automòbils fundada el 18 de gener de 1919 per Walter Owen Bentley (conegut com a WO Bentley o simplement "WO"). Bentley ha estat conegut per la seva gamma de motors d'aviació rotatiu en la Primera Guerra Mundial, el més famós és el Bentley BR1 tal com es feia servir en les versions posteriors del Sopwith Camel. Des de 1998, la companyia ha estat propietat del Grup Volkswagen d'Alemanya. L'empresa té la seu a Crewe, Anglaterra.

## Com una empresa independent (1919-1931)

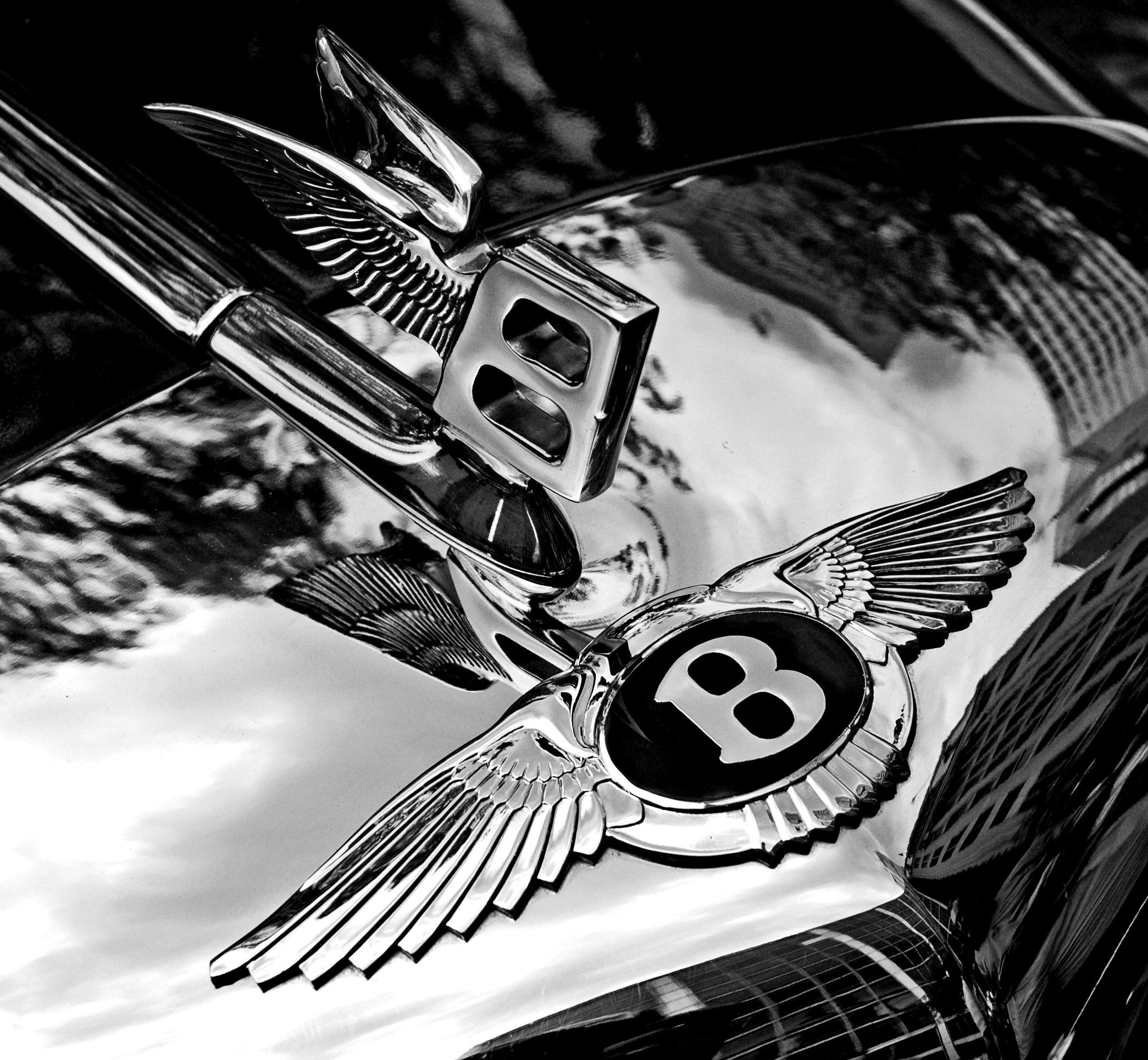
Insígnia Bentley

Abans de la Primera Guerra Mundial, W.O. Bentley ha estat en col·laboració amb el seu germà HM Bentley venen de cotxes francesos DFP, però ell sempre havia volgut dissenyar i construir la seva pròpia gamma d'automòbils. L'agost de 1919, Bentley Motors Ltd va ser registrada, i un xassís amb el motor simulat es va exhibir al Saló de l'Automòbil de Londres l'octubre d'aquest any. Un motor es va construir i posat en funcionament al desembre, però, el desenvolupament va portar més temps del que s'estimava, i els primers cotxes no estaven disposats a setembre de 1921.
Va ser en una visita a la fàbrica DFP el 1913 que WO va tenir la idea brillant d'utilitzar el metall lleuger en comptes de ferro fos pels pistons del motor. El primer Bentley amb pistons d'alumini va entrar en servei en motors d'aviació per al Sopwith Camel durant la Gran Guerra. La companyia sempre tenia un finançament insuficient, i Bentley es va dirigir cap al milionari Woolf Barnato a demanar ajuda en 1925. Com a part d'un acord de refinançament i Barnato va esdevenir president.

### El Bentley Boys
Un grup de rics automobilistes britànic conegut com el "Bentley Boys" (Woolf Barnato, Sir Henry Birkin, George steeplechaser, l'aviador Glen Kidston, el periodista SCH-Sammy Davis, i el Dr Dudley Benjafield) va mantenir la reputació de la marca d'alt rendiment amb vida. Gràcies a la dedicació d'aquest grup, l'empresa, ubicada a Cricklewood, al nord de Londres, es va destacar per les seves quatre victòries consecutives a les 24 hores de Le Mans des de 1927 fins a 1930. El seu major competidor en el moment, Bugatti, el pes lleuger, elegant, però creacions fràgils en contrast amb la gran fiabilitat i durabilitat de Bentley a què es refereix a ells com "els camions més ràpid del món".

### Models de cotxes

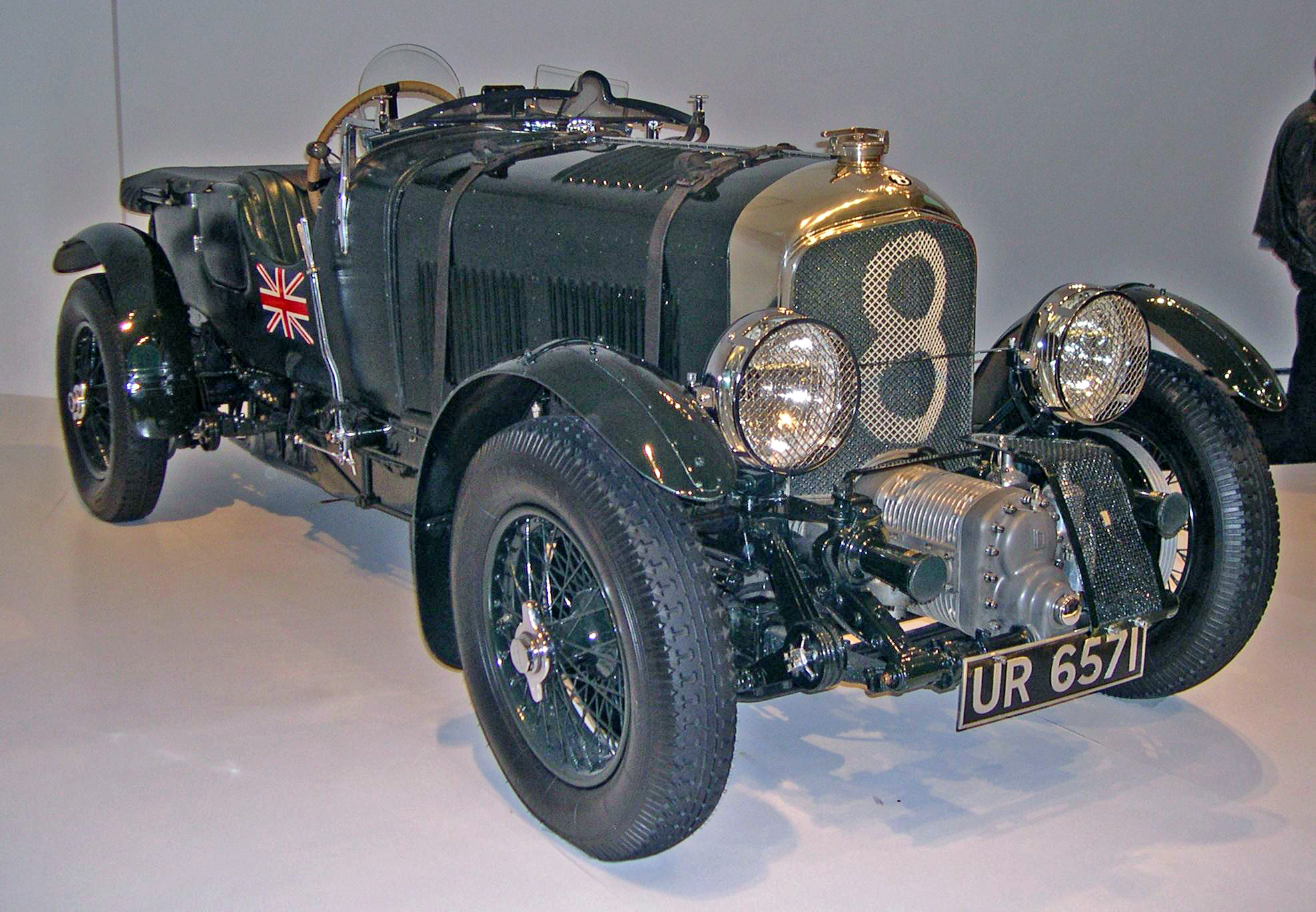
1929 "Blower" de Bentley de la col·lecció de Ralph Lauren.

El model original va ser el de 3 litres.Potser el model més emblemàtic de l'època és el de 4 ½ litres "Blower Bentley", amb el seu distintiu supercargador. Es va fer famós en els mitjans de comunicació popular com el vehicle de James Bond en les novel originals, però no en el cinema, John Steed, en la sèrie de televisió Els venjadors, conduïa un Bentley.
- 1921-1929 de Bentley 3 Litre
- 1926-1930 Bentley 4 ½ litres i "Bentley Blower"
- 1926-1930 de Bentley 6 ½ litre
- 1928-1930 Bentley Speed Six
- 1930-1931 de Bentley 8 litres
- 1,931 de Bentley 4 litres

## L'era de Rolls-Royce (1931-1998)

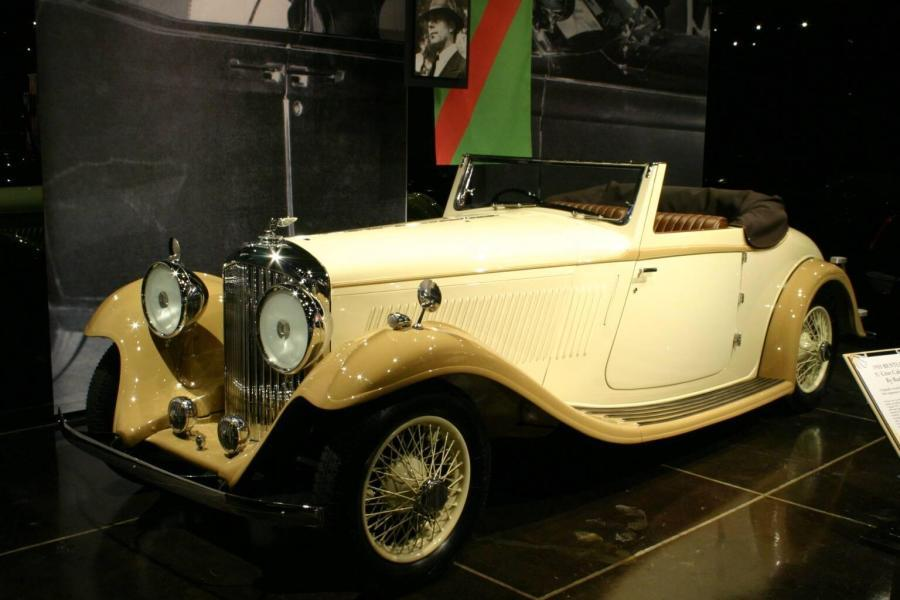
1935 Bentley 3½-litre Cabriolet.

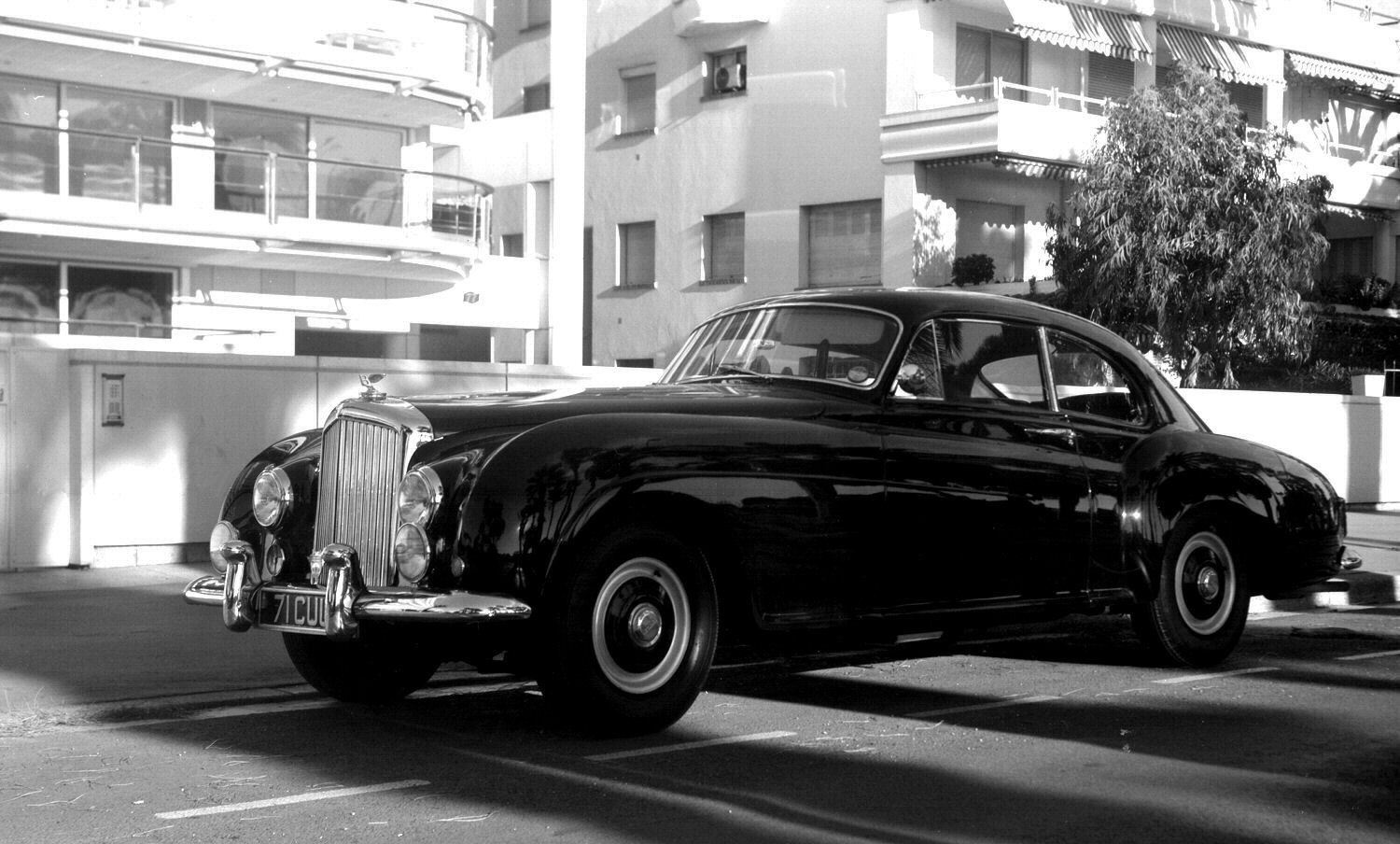
S1 Continental Fastback amb carrosseria Coupé Mulliner.

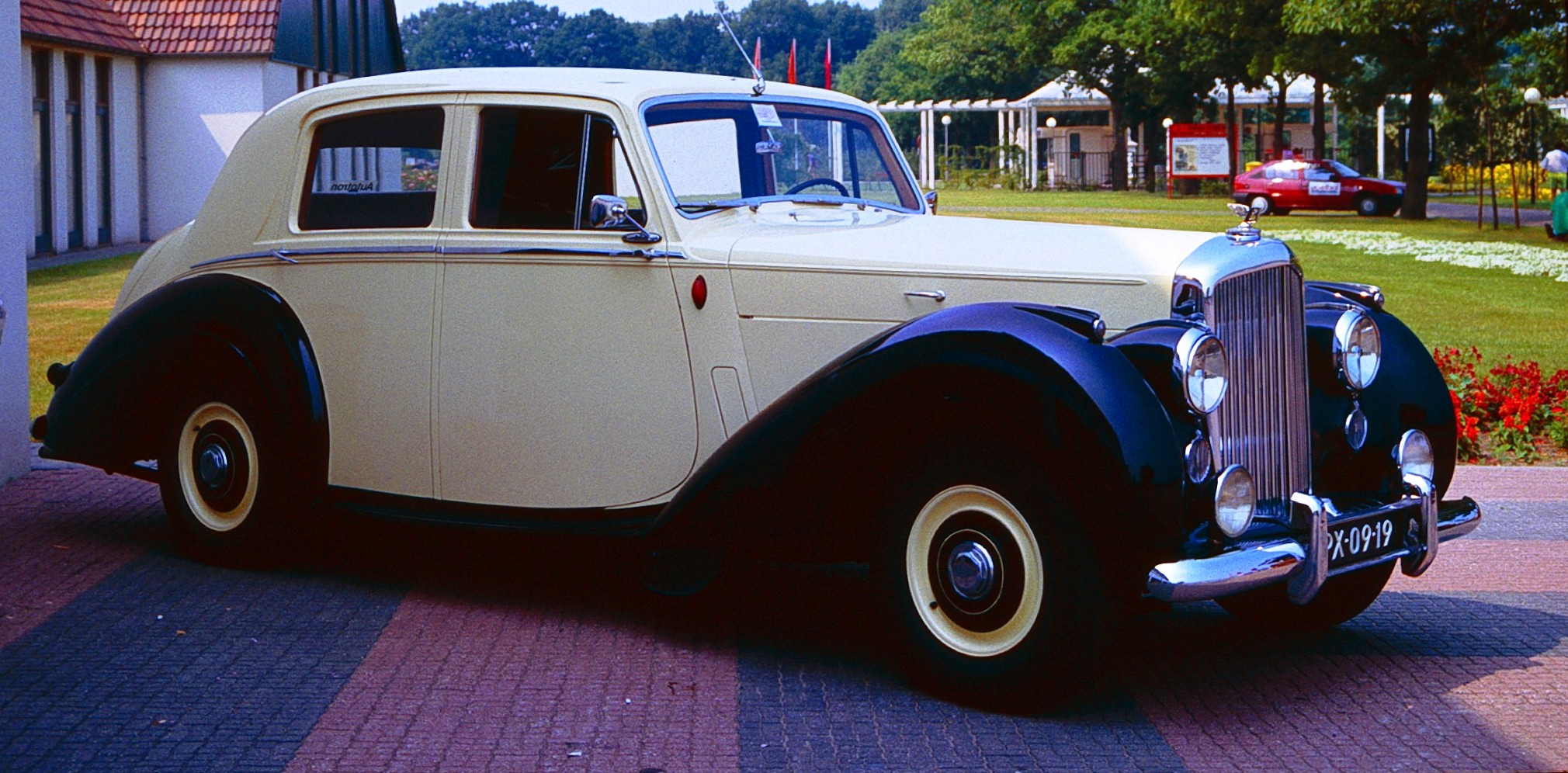
1952 Bentley R Type: una evolució de la Mark VI, que va ser el primer Bentley estan disponibles al fabricant amb un cos normal.

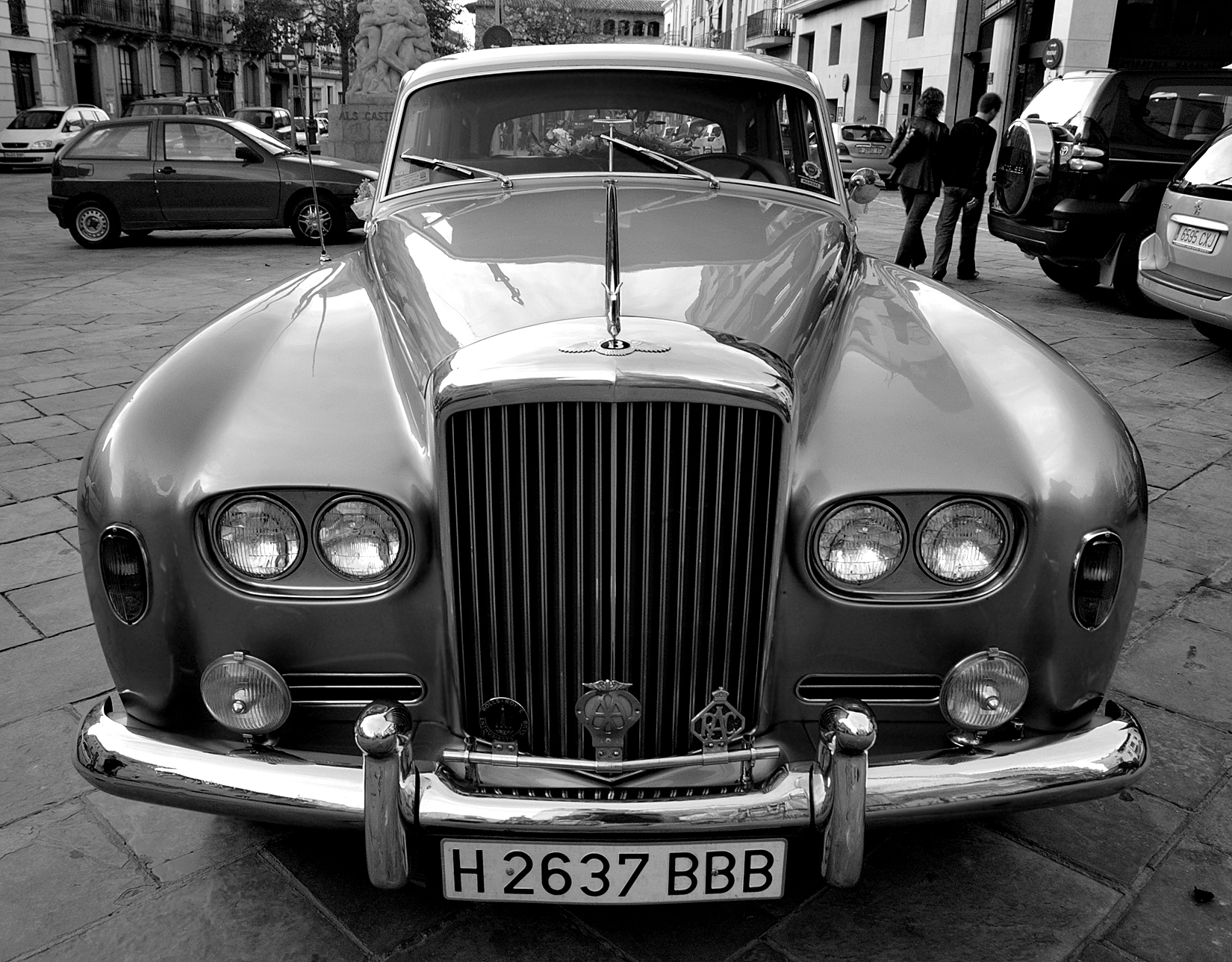
1963 Bentley S3 Continental.

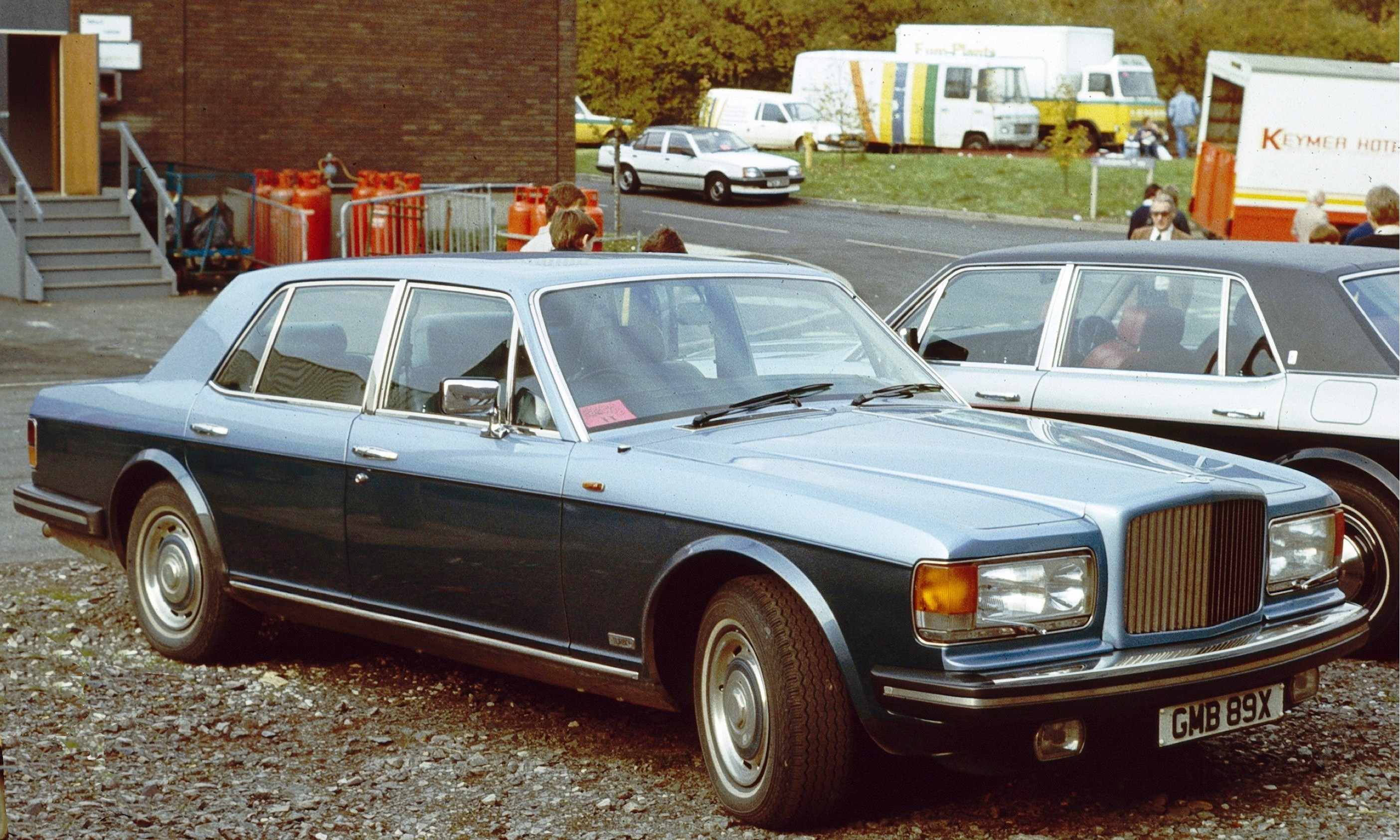
Rares volant a l'esquerra 1963 Bentley S3 Continental.

Mentre que una gran quantitat de la fortuna Woolf Barnato s'havia dedicat a mantenir a flotació Bentley, la Gran Depressió va destruir la demanda de productes més barats de la companyia i que va ser finalment venuda a Rolls-Royce a 1931.Rolls-Royce va adquirir Bentley en secret amb una entitat anomenada el British Central Equitable Trust, ni tan sols Bentley sabia la veritable identitat del comprador fins que l'acord es va completar. Una nova empresa, per Rolls-Royce, es va formar com "Bentley Motors" al (1931),infeliç amb el seu nou paper de subordinat, WO Bentley va plegar per unir-se a Lagonda el 1935, quan el seu contracte estava a la renovació. La fàbrica de Cricklewood va ser tancat i venut, i la producció es va traslladar a la Rolls-Royce a Derby obres.
Quan el nou Bentley 3.5 litres va aparèixer el 1933, va ser una variant esportiva del Rolls-Royce 20/25, que va decebre a alguns clients tradicionals però, va ser ben rebuda per molts altres. Fins i tot el mateix Bentley va ser reportat com dient: "Tenint en compte totes les coses, prefereixo el propietari d'aquest Bentley que qualsevol altre cotxe produït sota el nom". Després de la Segona Guerra Mundial, la producció de Rolls-Royce i cotxes Bentley es va traslladar a una fàbrica de motors a Crewe, Cheshire. Bentley cada vegada més va esdevenir una mica més barata que Rolls-Royce sans, caràcter distintiu de la Rolls, A la dècada de 1970 i principis de 1980 les vendes havien caigut malament, en un punt inferior al 5% de la producció combinada amb la insígnia de Bentley.
Durant aquest període la companyia Rolls-Royce pare va dubtar, si no per complet el 1970 després de problemes amb el desenvolupament de motors per avions. La divisió d'automòbil va esdevenir Rolls-Royce Motors Ltd, que es va mantenir independent fins comprada per Vickers plc a l'agost de 1980.
Sota Vickers, Bentley va començar a recuperar el seu patrimoni d'alt rendiment, que es caracteritza pel Mulsanne 1980. Restaurat la imatge Bentley imatge va crear un renovat interès en el nom i vendes que va començar a pujar. Per a més informació sobre Bentley Motors des de 1931 fins a 1998, vegeu el Rolls-Royce i motors Rolls-Royce(en anglès).

### Models de cotxe
- 1933–37 Bentley 3½-litre
  - 1936–39 Bentley 4¼-litre
- 1939–41 Bentley Mark V
  - 1939 Bentley Mark V
- 1946–52 Bentley Mark VI
- 1952–55 Bentley R Type
- 1955–59 Bentley S1
- 1959–62 Bentley S2
- 1962–65 Bentley S3
- 1965–80 Bentley T-series
  - 1965–77 Bentley T1
  - 1977–80 Bentley T2
- 1971–84 Corniche
  - 1984–95 Continental
    - 1992–95 Continental Turbo
- 1975–86 Camargue
- 1980–87 Bentley Mulsanne
  - 1984–88 Bentley Mulsanne L — limosina
  - 1982–85 Bentley Mulsanne Turbo
  - 1987–92 Bentley Mulsanne S
  - 1984–92 Bentley Eight — basic model
  - 1985–95 Bentley Turbo R — turbocharged
  - 1991–2002 Bentley Continental R — model turboalimentat de 2 portes
    - 1999–2003 Bentley Continental R Mulliner
    - 1994–95 Bentley Continental S — intercooled

  - 1992–98 Bentley Brooklands
    - 1996–98 Bentley Brooklands R

  - 1994–95 Bentley Turbo S - Edició limitada del model esportiu
  - 1995–97 Bentley Turbo R - Actualitzada Turbo R
  - 1995–97 Bentley Turbo RL- Actualitzada Turbo R LWB (Long Wheel Base)
    - 1996 Bentley Turbo R Sport — Edició limitada del model esportiu

  - 1995–2003 Bentley Azure - R Continental convertible
    - 1999–2002 Bentley Azure Mulliner

  - 1996–2002 Bentley Continental T
    - 1999 Bentley Continental T Mulliner

  - 1997–98 Bentley Turbo RT - Reemplaçament per al Turbo RL

## Nous propietaris:Grup Volkswagen (des de 1998)
El 1998, Rolls-Royce i Bentley Motors es van adquirir de Vickers pel Grup Volkswagen per £ 430 milions, després d'una guerra d'ofertes amb BMW. BMW ha iniciat recentment el subministrament de components per a la nova gamma de cotxes de Rolls i Bentley, en particular els motors V8 per al Bentley Arnage, i els motors V12 per al Seraph Rolls-Royce Silver. Grup Volkswagen creu que el nom de Rolls-Royce va ser inclòs en la compra, quan en realitat pertanyia a Rolls-Royce plc, la companyia d'aviació del motor, i va ser utilitzat per la divisió d'automòbils sota llicència. També es va saber que la divisió aeronàutica de BMW hi havia un acord amb Rolls-Royce plc, i que l'empresa alemanya va ser capaç de posar fi al seu acord de subministrament amb Rolls-Royce, amb un preavís de 12 mesos, que no hi hauria temps suficient perquè el Grup Volkswagen per redissenyar els cotxes.
BMW i Volkswagen Group va entrar en negociacions, i es va assolir un acord pel qual el Grup Volkswagen podria fabricar dos cotxes Bentley i Rolls-Royce fins al final de 2002, de concessió de llicències amb el nom de Rolls-Royce plc, l'1 de gener de 2003, el dret a construir Royce és traslladat a BMW. BMW té la llicència de la marca Rolls-Royce i va pagar £ 40 milions al Grup Volkswagen, però l'acord no va incloure les instal·lacions de fabricació, i personal en els models actuals o futurs. BMW també van acordar continuar els seus acords de subministrament, el que va donar al Grup Volkswagen el temps que sigui necessari per reduir la seva dependència de BMW com a proveïdor. Bentley reintroduint el venerable Rolls-Royce motor V8 al Arnage, inicialment com un model addicional, i tot el subministrament de motors BMW va acabar el 2003 amb la fi de la producció de plata de Serafín.

### Modern Bentleys

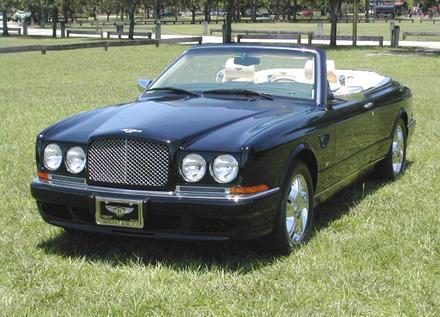
2003 Bentley Azure Mulliner, Final Series

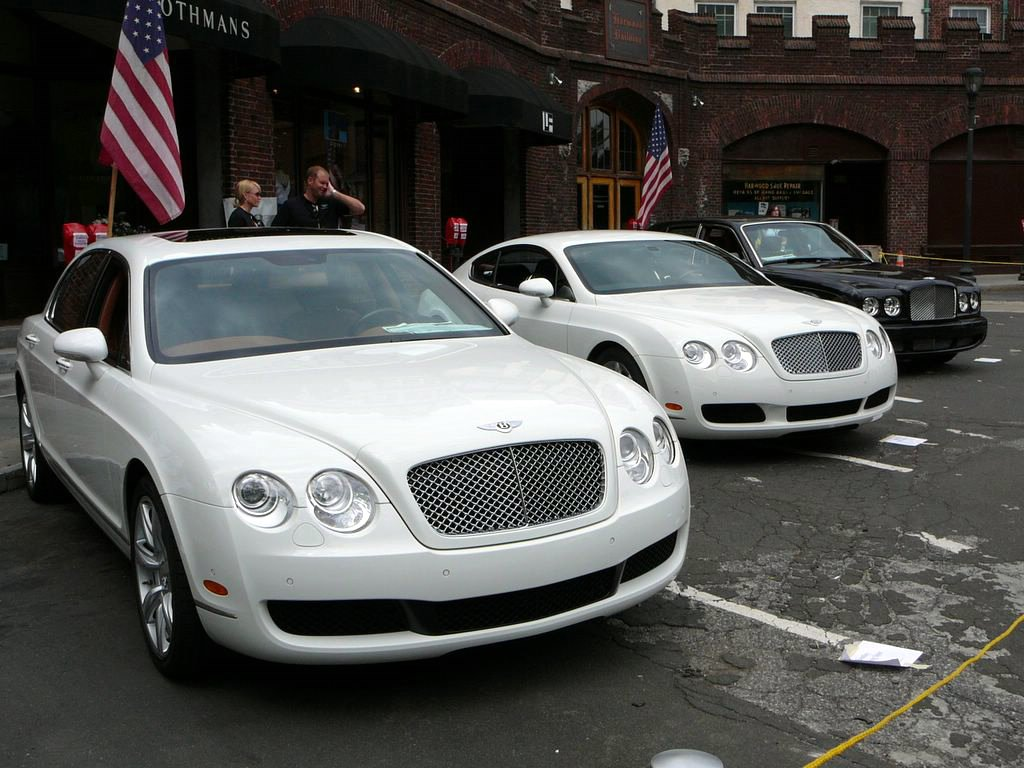
El cartell de Bentley dels anys 2000 a finals (d'esquerra a dreta): Flying Spur, Continental GT, i Arnage

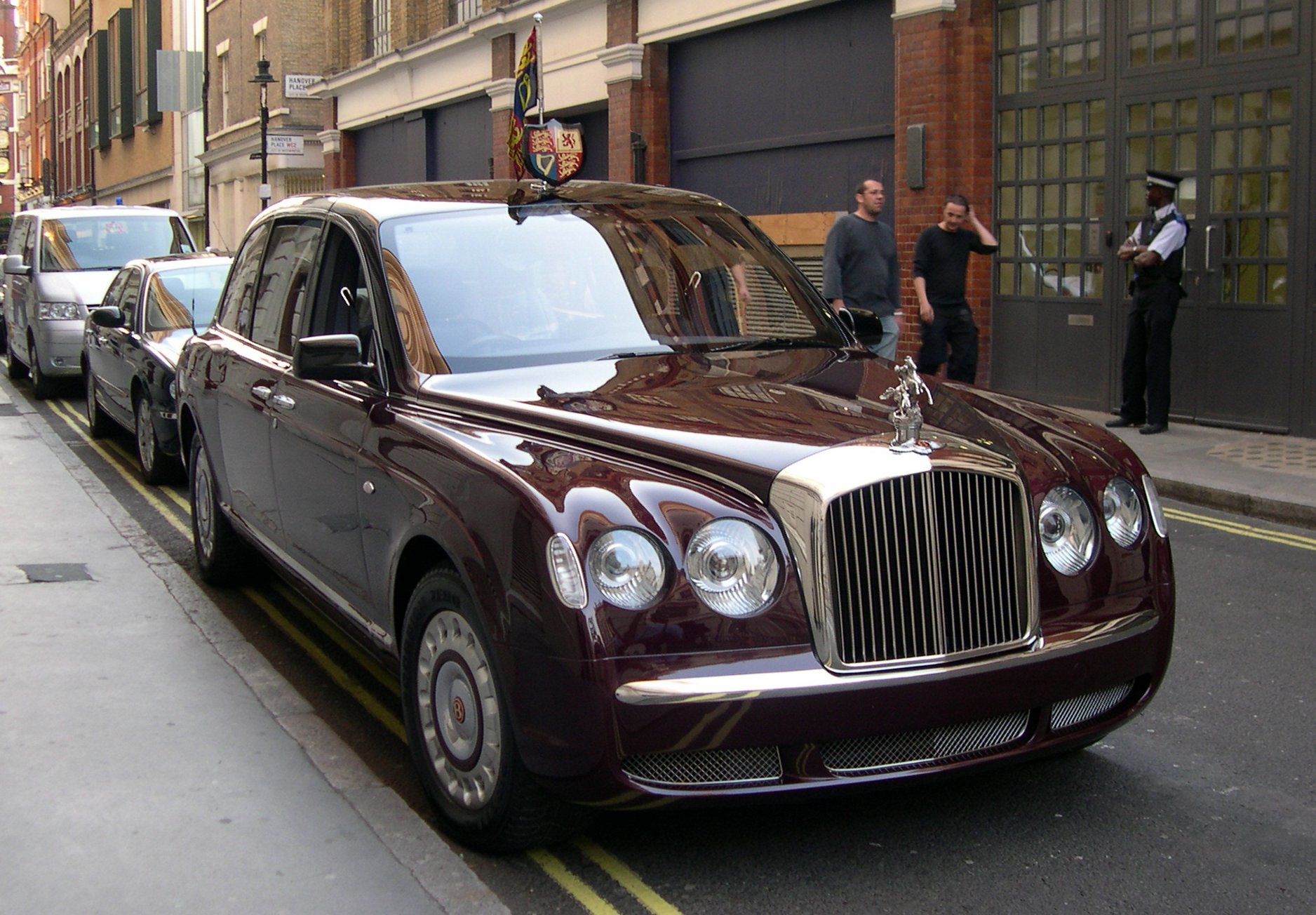
Queen Elizabeth II's Bentley State Limousine

Després de l'adquisició de la companyia, Volkswagen va gastar £ 500 milions per modernitzar la fàbrica de Crewe i la capacitat d'augmentar la producció. A principis de 2010, hi ha prop de 3.500 treballadors en Crewe, en comparació amb prop de 1.500 el 1998, abans de ser adquirida per Volkswagen. Es va informar que Volkswagen ha invertit un total de prop de 2.000 milions de dòlars EUA en Bentley i el seu renaixement.
El 2002, Bentley presenta a la reina Isabel II el Bentley State Limousine. El 2003, el convertible de 2 portes de Bentley, Bentley Azure, va cessar la producció, i la companyia va introduir una segona línia, el Bentley Continental GT, un coupé de luxe de gran ropulsat per un motor W12 construït a Crewe.
La demanda havia estat tan gran, que la fàbrica de Crewe va ser incapaç de complir les ordres tot i una capacitat d'aproximadament 9.500 vehicles a l'any, no hi havia una llista d'espera de més d'un any per als vehicles nous que es lliuraran. En conseqüència, part de la producció del nou Bentley Continental Flying Spur, una versió de quatre portes del Continental GT, va ser assignat a la Fàbrica d'Alemanya, on també hi ha el cotxe de luxe Volkswagen Phaeton muntat. Aquest arranjament va cessar a finals de 2006, després de prop de 1.000 cotxes, amb tota la producció de cotxes va tornar a la planta de Crewe.
A l'abril de 2005, Bentley va confirmar els plans per a produir un model descapotable de quatre seients, el Azure, derivat del Bentley Arnage Drophead Coupé prototip a l'inici del 2006. En la tardor de 2005, la versió descapotable del reeixit Continental GT, el Continental GTC, també es va presentar. Aquests dos models es van llançar amb èxit a la fi de 2006. Una edició limitada d'un GT Zagato modificat es va anunciar també el març de 2008, anomenat "la GTZ."
Una nova versió del Bentley Continental es va introduir el 2009 el Saló de l'Automòbil de Ginebra, El Continental Supersports. Aquest nou Bentley és un superesportiu que combina una potència extrema amb la tecnologia FlexFuel el medi ambient. Un de dues places amb l'exterior distintiu i disseny interior, el Supersports és inconfusiblement. El motor derivat de les actuals de Bentley, d'energia W12 va ser renovat i redissenyat per assolir la potència súper fenomenal 0-60 mph en 3,7 segons (0–100 km / h 3,9 segons), 621 cavalls de força, frenada (463 kW 630 PS) 800 Nm (590 ft · lbf) de 2.000 a 4.500 rpm. El Continental Supersports és el més ràpid, és el cotxe més potent que han produït.
Les vendes de Bentley van continuar augmentant, i el 2005 es van vendre 8.627 a tot el món, 3.654 als Estats Units. El 2007 per primera vegada en la història de la companyia, amb unes vendes de 10.014. Per a l'any 2007, un benefici rècord de € 155.000.000. Bentley va informar una venda de 7.600 unitats en 2008. No obstant això, les seves vendes globals van caure un 50 per cent a 4.616 vehicles el 2009 (amb els lliuraments dels EUA es va reduir 49% a 1.433 vehicles) i que va patir una pèrdua operativa de € 194 milions, enfront d'un guany de € 10 milions en 2008.
- 1998 – Bentley Arnage saloon
- 1999 – Bentley Hunaudieres Concept
- 2002 – Bentley State Limousine
- 2003 – Bentley Continental GT coupé
- 2005 – Bentley Continental Flying Spur saloon
- 2006 – Bentley Azure convertible
- 2006 – Bentley Continental GT convertible
- 2007 – Bentley Continental GT Speed coupé
- 2008 – Bentley Brooklands coupé
- 2008 – Bentley Continental Flying Spur Speed saloon
- 2009 – Bentley Continental GTC Speed
- 2009 – Bentley Azure T
- 2009 – Bentley Arnage saloon, Final Series
- 2009 – Bentley Continental Supersports
- 2009 - Bentley Zagato GTZ

### Gestió
L'actual consell d'administració està format pel Dr Franz-Josef Paefgen (President i Cap Executiu), el Dr Ulrich Eichhorn (Enginyeria), J. Stuart McCullough,(Vendes i Màrqueting), Douglas G. Dickson(fabricació), Christine A. Gaskell (personal), Jürgen Hoffmann,(Finances) i Dirk van Braeckel és actual (Cap de Disseny).

### Recents carreres de Bentley
En 2001-03, el Bentley Speed 8va gaudir d'una ratxa dd'èxit en les carreres en la sèrie Le Mans.

### Col·locació de productes
Bentley$són coneguts per fer aparicions en les pel·lícules. Segons MoviePlacement.com, Bentleys han estat utilitzats pels protagonistes en pel·lícules com "El secret de Thomas Crown", "The Punisher", "The Longest Yard", "The Dark Knight", "GI Joe: The Rise of Cobra "," 2012 ", i molts altres.

### Els automòbils del futur
Mentre que les variants dièsel se'ls ha negat, la tecnologia híbrida desenvolupada pels propietaris de Bentley, el Grup Volkswagen és un altre punt focal que la tendència cap als cotxes híbrids està ampliant any rere any.
Altres possibles productes en cartera són els substituts dels Brooklands i Azure basat en la nova plataforma Mulsanne i una variant descapotable del Contijental Supersports. S'ha informat que una sèrie de segona generació de la plataforma continental (GT, GTC i Flying Spur) estan programats per al llançament a partir de la GT el 2010.